# Acetato de cobre(II)

## Introducción
La mayoría de sales de cobre II se disuelven con facilidad en agua para dar el ion acuoso [Cu(H2O)6]2+, pero debe tenerse en cuenta que dos de las moléculas de agua están más lejos del átomo metálico que las otras cuatro. La adición de ligantes a dichas sustancias se crean a partir de la sustitución de moléculas de agua es un proceso fácil con las 4 primeras moléculas, pero con la quinta y la sexta el proceso es más difícil. Esto se debe con un distorsión Jahn-Teller del octaedro formado por las 6 moléculas de agua (dos moléculas de agua están más alejadas del centro metálico que las otras cuatro).

## Preparación
El acetato de cobre (II) ha sido sintetizado durante siglos mediante el método descrito .  No obstante, este método produce un acetato impuro. En el laboratorio, se puede sintetizar más puro mediante un procedimiento en tres pasos. La reacción global es como sigue:
2 CuSO4.5H2O  +  4 NH3  +  4 C2H4O2  →  Cu2(OAc)4(H2O)2  +  2 (NH4)2SO4 + 8 H2O
La forma hidratada puede deshidratarse por calor a 100 °C en vacío:
Cu2(OAc)4(H2O)2  →  Cu2(OAc)4  +  2 H2O
Calentando una mezcla de Cu2(OAc)4 anhidro y cobre metálico, se obtiene acetato cuproso, volátil e incoloro:
2 Cu  +  Cu2(OAc)4  →  4 CuOAc
Hay otros métodos de síntesis:
2) Inicialmente se forma acetato de sodio a partir de hidróxido sódico y ácido acético. El PH básico que aporta el hidróxido favorece que el ácido se ionice:
NaOH + CH3COOH  →  CH3COONa + H2O
El acetato de sodio formado se hace reaccionar con sulfato de cobre, formando el acetato de cobre (II)
3) El primer paso es disolver sulfato de cobre en agua (formando el complejo hexacuoso arriba descrito). A continuación se añade amoniaco, produciendo el complejo debido a la sustitución de 4 moléculas de agua por 4 moléculas de NH3:
CuSO4 + H2O + 4NH3 → [Cu(NH3)4]2+ + SO42-
Al añadir NaOH precipita hidróxido de cobre (II) azul claro:
[Cu(NH3)4]2+  + NaOH  + SO42-  → Cu(OH)2 + Na2SO4 + 4 NH3
El siguiente paso es redisolver el precipitado en ácido acético glacial, formándose una disolución verde oscura. La disolución resultante la concentramos mediante calentamiento hasta prácticamente sequedad. Es posible que al calentar vuelva a precipitar hidróxido de cobre, esto se soluciona añadiendo más ácido acético (una vez que los cuatro acetatos se coordinan al centro metálico no se liberan). El precipitado formado se filtra a vacío.
2 Cu(OH)2 + 4 CH3COOH  → 2[Cu(CH3COO)2 ·H2O]
Otro método más utilizado y sencillo para formar acetato de cobre puro, es reaccionar directamente cobre con ácido acético. Esta reacción no se da directamente, es por eso que se añade un oxidante cómo peróxido de hidrógeno (H₂O₂). La reacción se escribe de la siguiente manera:
Cu + H2O2 + 2 CH3COOH → Cu(CH3COO)2 + 2 H2O
En esta reacción el cobre se oxida, formando el ion Cu+² mientras que el peróxido de hidrógeno se reduce formando agua (H2O). Después de esto, el ion de cobre reacciona con el ácido acético para formar el acetato de cobre (Cu(CH3COO)2)
Después de unos días, cuando la disolución tome un color azul verdoso se puede comprobar la acidez del agua con un indicador pH para ver si sigue habiendo ácido. Sí ya no hay ácido se saca el excedente de cobre metálico y se reduce la disolución calentando. Después se deja cristalizar para conseguir pequeños cristales.

## Estructura
Se describe como 4 ligandos acetato coordinados a dos centros de cobre(el acetato es un ligando bidentado). A su vez se coordinan dos moléculas de agua debido a que cada cobre tiene libre un orbital vacío. El agua se coordina donando carga a dicho orbital.

## Caracterización
Midiendo el momento magnético de esta sustancia llegamos a la conclusión de que hay 1 electrón libre. Pero en total hay 2 electrones libres (uno por cada cobre), esto se debe a un acoplamiento antiferromagnético entre los dos átomos de cobre, disminuyendo así dicho momento.